# Ochotona curzoniae
Il pica dell'altopiano o pica dalle labbra nere (Ochotona curzoniae Hodgson, 1858) è un mammifero lagomorfo della famiglia degli Ocotonidi.

## Distribuzione
La specie è endemica dell'altopiano tibetano: per questo motivo viene a volte chiamato anche pica tibetano, tuttavia tale nome può originare confusione con la specie Ochotona thibetana, talvolta denominata allo stesso modo. Predilige le aree pianeggianti prative o steppose, con vegetazione rada.

## Descrizione

### Dimensioni
Misura poco meno di venti centimetri di lunghezza, per un peso che sfiora i 200 g.

### Aspetto
Si tratta di animali di costituzione massiccia, simili a dei grossi criceti. Il pelo, corto e folto, è grigio-brunastro con sfumature rossicce su spalle e posteriore, mentre il ventre è di colore grigio chiaro. Attorno alle labbra la pelle è nera: da questa caratteristica deriva il nome comune della specie.

## Biologia
Questi animali sono diurni e vivono in gruppi familiari, comprendenti una coppia riproduttrice ed una decina di esemplari giovani: ciascun gruppo delimita un territorio di circa 10 ettari, all'interno del quale scava una tana che si può ramificare per oltre otto metri, pur non scendendo mai al di sotto dei 40 cm di profondità nel terreno. Ciascuna tana ha generalmente un'unica entrata e alcune uscite adibite a latrine all'aperto. La difesa e la sorveglianza del territorio sono competenza esclusiva del maschio, mentre la femmina passa la maggior parte del tempo a nutrirsi, per far fronte al suo stato praticamente perpetuo di gestazione e allattamento.

### Alimentazione
Si tratta di animali erbivori, che si nutrono di qualsiasi tipo di materiale vegetale riescano a trovare, dalle erbe ai licheni. Durante le settimane antecedenti il periodo invernale, questi animali tendono ad ammassare il cibo per farne una scorta da consumare nei periodi di magra: tale operazione, tuttavia, può dimostrarsi assai ardua sia a causa della naturale scarsità di cibo di alcune zone, che a causa dei venti che spazzano frequentemente queste aree.

### Riproduzione
Questi animali sono prevalentemente monogami, tuttavia sono stati osservati più di una volta casi di poliandria e poliginia: questo avviene perché quando uno dei due partner muore, il restante si unisce solitamente ad altri gruppi.

La gestazione dura, per l'appunto tre settimane, età alla quale avviene anche lo svezzamento dei cuccioli e la loro virtuale indipendenza dai genitori: i cuccioli, infatti, passano generalmente un altro periodo coi genitori, in particolare col maschio, per imparare come cavarsela da soli. La femmina va in estro una settimana dopo il parto: durante i mesi estivi, essa arriva a tirare su una cucciolata ogni tre settimane, ciascuna delle quali comprendente dai quattro agli otto cuccioli.

A causa di questa prolificità, un tempo si pensava che fra questi animali l'incesto fosse una pratica assai comune: recenti ricerche sul campo, invece, hanno dimostrato che il 97% dei cuccioli lascia il proprio gruppo natale in primavera, appena prima di raggiungere la maturità sessuale, abbattendo così il rischio di incesto.
La speranza di vita di questi animali raramente oltrepassa i due anni, a causa delle condizioni climatiche proibitive nelle quali gli animali vivono e delle numerose malattie a cui sono sensibili (in particolare le parassitosi. Studi in proposito hanno dimostrato che solo il 15% degli animali sopravvive al primo anno, ed un decimo di coloro che ci riescono vivono anche oltre i due anni.